# Portada/efemèride gener 29
Tom Selleck caracteritzat com a Magnum
« 28 de gener · 29 de gener · 30 de gener »